# Maschinenhaus

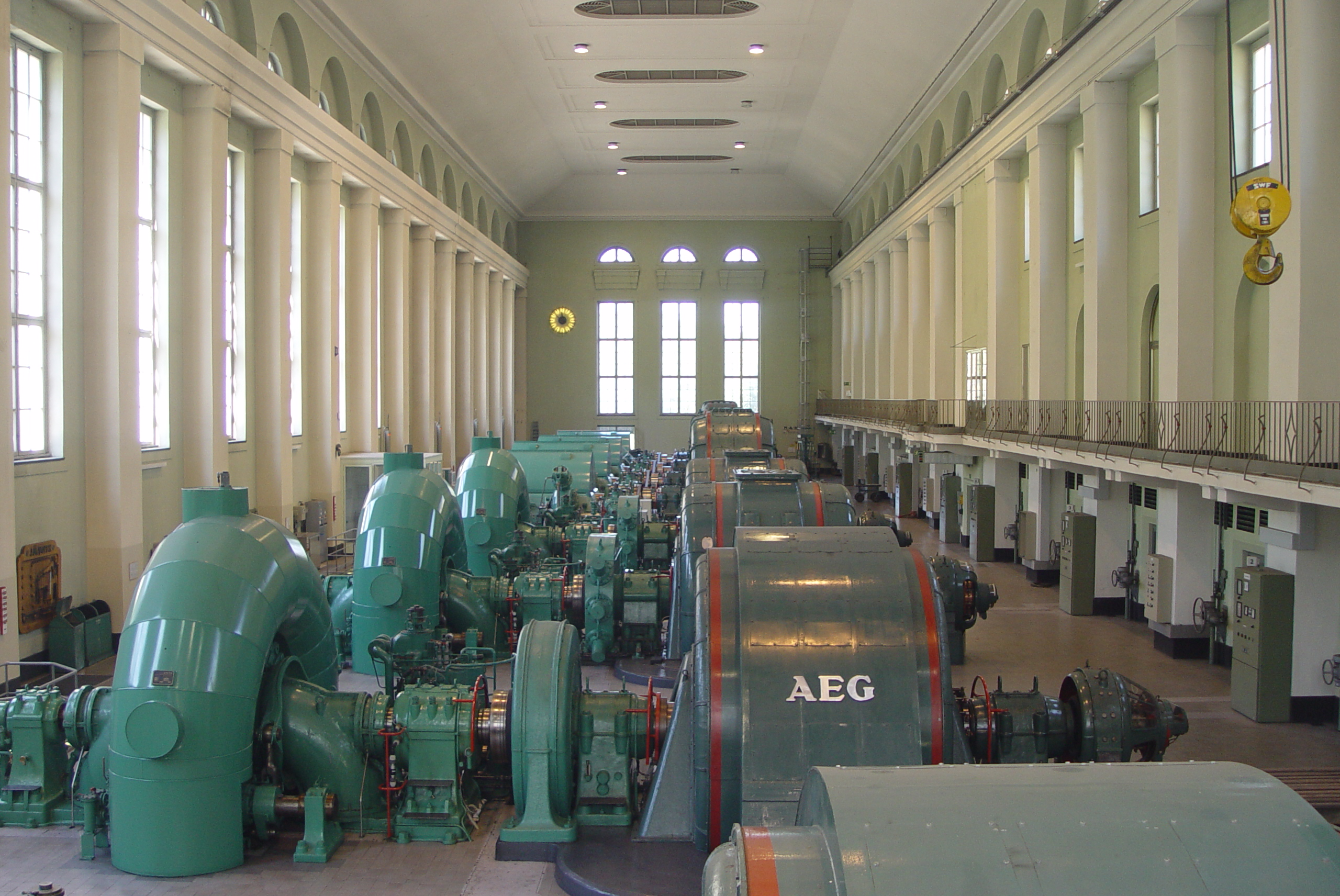
Das Innere des historischen Maschinenhauses des Kraftwerkes Walchensee.

Ein Maschinenhaus (Abkürzung MH), auch als Krafthaus bezeichnet, ist ein historisches Gebäude eines Kraftwerks zur Aufnahme der Großmaschinen.
Im Maschinenhaus sind Turbinen, Generatoren und in sehr alten Kraftwerken auch die Leitwarte untergebracht und so vor Witterungseinflüssen geschützt. An der Decke des Maschinenhauses befinden sich ein oder zwei Brückenkräne mit der Laufkatze, mit deren Hilfe die oftmals viele hundert Tonnen schweren Maschinenteile montiert werden können.
Vor allem in der Anfangszeit der Versorgung mit Elektroenergie wurden die Maschinenhäuser der Kraftwerke architektonisch besonders aufwendig gestaltet. Solche Krafthäuser des Historismus oder des Jugendstils gehören, wenn sie sich erhalten haben, zu den bedeutenden Industriedenkmalen.
Auch die Gondeln von Windkraftanlagen werden als Maschinenhaus bezeichnet. Der Begriff findet sich analog bei Schiffshebewerken und verwandten wasserbaulichen Anlagen.